# Lutas nos Jogos Olímpicos de Verão de 2020 - Livre até 57 kg masculino
A categoria livre até 57 kg masculino das lutas nos Jogos Olímpicos de Verão de 2020 ocorreu nos dias 4 e 5 de agosto de 2021 no Makuhari Messe, em Tóquio. Um total de 16 lutadores, cada um representando um Comitê Olímpico Nacional (CON), participaram do evento.

## Qualificação
Um total de 16 vagas foram atribuídas para a categoria livre até 57 kg masculino, cada um representando um CON, conforme abaixo:
- 6 pelo Campeonato Mundial de 2019;
- 2 pelo torneio qualificatório pan-americano;
- 2 pelo torneio qualificatório europeu;
- 2 pelo torneio qualificatório da África e Oceania;
- 2 pelo torneio qualificatório asiático;
- 2 pelo torneio qualificatório mundial.

## Formato
As competições de luta livre consistem em um torneio de eliminação simples, com uma repescagem usada para determinar os vencedores das duas medalhas de bronze. Os dois finalistas se enfrentam pelas medalhas de ouro e prata. Cada lutador que perde para um dos dois finalistas segue para a repescagem, culminando em duas lutas pela medalha de bronze com os perdedores da semifinal, cada um enfrentando o oponente restante da repescagem de sua metade da chave.

## Calendário
Horário local (UTC+9)
| Data                | Horário | Fase            |
| ------------------- | ------- | --------------- |
| 4 de agosto de 2021 | 11:00   | Qualificatórias |
| 4 de agosto de 2021 | 18:15   | Semifinais      |
| 5 de agosto de 2021 | 11:00   | Repescagem      |
| 5 de agosto de 2021 | 19:30   | Finais          |

## Medalhistas
| Ouro   | ROC Zaur Uguev                         |
| Prata  | IND Ravi Kumar Dahiya                  |
| Bronze | KAZ Nurislam Sanayev USA Thomas Gilman |

## Resultados
Estes foram os resultados da competição:
Legenda
- F — Vitória por queda.

### Chaveamento
|  | Oitavas de final          | Oitavas de final          | Oitavas de final |  |  | Quartas de final          | Quartas de final          | Quartas de final      |    |                      | Semifinais            | Semifinais            | Semifinais |  |  | Final | Final | Final |
|  |                           |                           |                  |  |  |                           |                           |                       |    |                      |                       |                       |            |  |  |       |       |       |
|  | SRB Stevan Mićić          | SRB Stevan Mićić          | 0                |  |  |                           |                           |                       |    |                      |                       |                       |            |  |  |       |       |       |
|  | JPN Yuki Takahashi        | JPN Yuki Takahashi        | 7                |  |  | JPN Yuki Takahashi        | JPN Yuki Takahashi        | 4                     |    |                      |                       |                       |            |  |  |       |       |       |
|  | KAZ Nurislam Sanayev      | KAZ Nurislam Sanayev      | 7                |  |  | KAZ Nurislam Sanayev      | KAZ Nurislam Sanayev      | 4                     |    |                      |                       |                       |            |  |  |       |       |       |
|  | GBS Diamantino Iuna Fafé  | GBS Diamantino Iuna Fafé  | 0                |  |  |                           |                           |                       |    | KAZ Nurislam Sanayev | KAZ Nurislam Sanayev  | 9                     |            |  |  |       |       |       |
|  | ALG Abdelhak Kherbache    | ALG Abdelhak Kherbache    | 0                |  |  |                           | IND Ravi Kumar Dahiya     | IND Ravi Kumar Dahiya | 7F |                      |                       |                       |            |  |  |       |       |       |
|  | BUL Georgi Vangelov       | BUL Georgi Vangelov       | 11F              |  |  | BUL Georgi Vangelov       | BUL Georgi Vangelov       | 4                     |    |                      |                       |                       |            |  |  |       |       |       |
|  | COL Óscar Tigreros        | COL Óscar Tigreros        | 2                |  |  | IND Ravi Kumar Dahiya     | IND Ravi Kumar Dahiya     | 14                    |    |                      |                       |                       |            |  |  |       |       |       |
|  | IND Ravi Kumar Dahiya     | IND Ravi Kumar Dahiya     | 13               |  |  |                           |                           |                       |    |                      | IND Ravi Kumar Dahiya | IND Ravi Kumar Dahiya | 4          |  |  |       |       |       |
|  | TUR Süleyman Atlı         | TUR Süleyman Atlı         | 2                |  |  |                           | ROC Zaur Uguev            | ROC Zaur Uguev        | 7  |                      |                       |                       |            |  |  |       |       |       |
|  | IRI Reza Atri             | IRI Reza Atri             | 3                |  |  | IRI Reza Atri             | IRI Reza Atri             | 5                     |    |                      |                       |                       |            |  |  |       |       |       |
|  | ARM Arsen Harutyunyan     | ARM Arsen Harutyunyan     | 1                |  |  | MGL Erdenebatyn Bekhbayar | MGL Erdenebatyn Bekhbayar | 1                     |    |                      |                       |                       |            |  |  |       |       |       |
|  | MGL Erdenebatyn Bekhbayar | MGL Erdenebatyn Bekhbayar | 6                |  |  |                           |                           |                       |    | IRI Reza Atri        | IRI Reza Atri         | 3                     |            |  |  |       |       |       |
|  | CHN Liu Minghu            | CHN Liu Minghu            | 2                |  |  |                           | ROC Zaur Uguev            | ROC Zaur Uguev        | 8  |                      |                       |                       |            |  |  |       |       |       |
|  | UZB Gulomjon Abdullaev    | UZB Gulomjon Abdullaev    | 10               |  |  | UZB Gulomjon Abdullaev    | UZB Gulomjon Abdullaev    | 6                     |    |                      |                       |                       |            |  |  |       |       |       |
|  | USA Thomas Gilman         | USA Thomas Gilman         | 4                |  |  | ROC Zaur Uguev            | ROC Zaur Uguev            | 6                     |    |                      |                       |                       |            |  |  |       |       |       |
|  | ROC Zaur Uguev            | ROC Zaur Uguev            | 5                |  |  |                           |                           |                       |    |                      |                       |                       |            |  |  |       |       |       |

### Repescagem
|  | Repescagem             | Repescagem             | Repescagem |  | Disputa pelo bronze  | Disputa pelo bronze  | Disputa pelo bronze |  |  |  |  |
|  |                        |                        |            |  |                      |                      |                     |  |  |  |  |
|  | COL Óscar Tigreros     | COL Óscar Tigreros     | 4          |  | BUL Georgi Vangelov  | BUL Georgi Vangelov  | 1                   |  |  |  |  |
|  | BUL Georgi Vangelov    | BUL Georgi Vangelov    | 13F        |  | KAZ Nurislam Sanayev | KAZ Nurislam Sanayev | 5                   |  |  |  |  |
|  |                        |                        |            |  |                      |                      |                     |  |  |  |  |
|  | USA Thomas Gilman      | USA Thomas Gilman      | 11         |  | USA Thomas Gilman    | USA Thomas Gilman    | 9                   |  |  |  |  |
|  | UZB Gulomjon Abdullaev | UZB Gulomjon Abdullaev | 1          |  | IRI Reza Atri        | IRI Reza Atri        | 1                   |  |  |  |  |

## Classificação final
| Pos.              | Lutador                   |
| ----------------- | ------------------------- |
| Medalha de ouro   | ROC Zaur Uguev            |
| Medalha de prata  | IND Ravi Kumar Dahiya     |
| Medalha de bronze | KAZ Nurislam Sanayev      |
| Medalha de bronze | USA Thomas Gilman         |
| 5                 | BUL Georgi Vangelov       |
| 5                 | IRI Reza Atri             |
| 7                 | UZB Gulomjon Abdullaev    |
| 8                 | JPN Yuki Takahashi        |
| 9                 | MGL Erdenebatyn Bekhbayar |
| 10                | COL Óscar Tigreros        |
| 11                | TUR Süleyman Atlı         |
| 12                | CHN Liu Minghu            |
| 13                | ARM Arsen Harutyunyan     |
| 14                | SRB Stevan Mićić          |
| 15                | GBS Diamantino Iuna Fafé  |
| 16                | ALG Abdelhak Kherbache    |